# Martinsicuro
Martinsicuro – miejscowość i gmina we Włoszech, w regionie Abruzja, w prowincji Teramo.
Według danych na rok 2004 gminę zamieszkuje 13 421 osób, 958,6 os./km².
Pierwsze ślady siedlisk ludzkich pochodzą z wieku brązu X i IX w. p.n.e. 
Miasto zostało wymienione przez Pliniusza Starszego, w jego dziele Naturalis Historia, określane jako “Trentum”. Geograf grecki, Strabon wymienia je jako miasto, które bierze swoją nazwę od rzeki Truentinus, umieszczając go między Fanum Cupra i Novum Castrum.
Po podboju rzymskim w III w. p.n.e miasto nazywano “Castrum Truentinum”, dla Rzymian miało strategiczne znaczenie.
W V wieku miasto było jedną z siedzib biskupów. W 580 roku miasto prawdopodobnie zostało zdobyte przez Longobardów po podboju Fermo. Wówczas większość rdzennych mieszkańców przeniosła się do pobliskiego miasta Colonnella.
Zachowały się do dziś świadectwa pochówków z początku VII w n.e. Na brzegu pozostała osada znana ze źródeł jako "Turris de Trunctum".
Obecna nazwa miejscowości pochodzi z języka hiszpańskiego od szlachcica, kapitana Martina de Segura, który w roku 1547 na polecenie Karola V Habsburga, zaprojektował i dowodził budową wieży do obrony rzeki Tronto.
Masywna wieża Karol V Habsburga, wzdłuż rzeki Tronto, została wybudowana w XVI wieku, jak wiele innych stanowisk obserwacyjnych wzdłuż Adriatyku służących do obrony przed Saracenami.  W fasadzie wieży znajduje się herb Karola V, z dwugłowym orłem rodu Habsburgów.
Miastu został przyznany włoski Brązowy Medal za zasługi cywilne podczas II wojny światowej.
W 1963 roku miasto stało się autonomiczną gminą, dawniej podlegało pod miejscowość Colonnella.
Na przełomie lat 60 i 70 w mieście szczególnie intensywnie rozwijała się turystyka. Wybrzeże Martinsicuro i podległa mu gmina Villarosa, zlokalizowane są między ujściami rzek Tronto i Vibrata, zawierają piaszczyste wycinki wybrzeża, na których znajduje się roślinność wydmowa. Trzciny są siedliskami licznych gatunków ptaków.
Obecnie Martinsicuro jest typowym kurortem turystycznym, rozwija się tu również rybołówstwo.
Co roku w lipcu organizowana jest m.in. wystawa sztuki "Città di Martinsicuro". 
14 sierpnia festiwal morza podczas którego odbywa się tradycyjna procesja z łodzi rybackich.
W XX wieku przy rynku głównym, wybudowano nowoczesny kościół Najświętszego Serca Jezusowego, który zawiera m.in. obraz autorstwa Józefa Pauri (1882-1949). Codziennie o godzinie 12 z wieży zegarowej kościoła wybijana jest pieśń "Chrystus Królem, Chrystus Panem".
W mieście zlokalizowano muzeum starożytnej broni i muzeum archeologiczne.

## Miasta partnerskie
- Makó
- Puerto de la Cruz